# خسروآباد (سلماس)
خسروآباد، روستایی‌ست از توابع بخش مرکزی شهرستان سلماس استان آذربایجان غربی ایران. نام قدیمی این روستا خسروا بوده‌است.
وفق اسناد تاریخی، قبلاً محل سکونت آشوریان و مسیحیان بوده‌است. اکنون دارای اکثریت ترک شیعه هست و تعداد کمی از آشوریان در این روستا باقی مانده‌اند.

## جمعیت
این روستا در دهستان زولاچای قرار داشته و بر اساس سرشماری سال ۱۳۸۵ جمعیت آن ۱۵۸نفر(۴۴ خانوار) اکثر مردم این بخش و پَته‌ویر دین مسیحی دارند و به زبان آشوری سخن می‌گویند.

## طبیعت
طبیعت خسروآباد را، بیشتر درخت‌های سیب دربرگرفته‌است؛ یکی از مهم‌ترین محصولات کشاورزی این روستا، سیب است که سابقهٔ صادرات به کشورهای آذربایجان، روسیه و... را در کارنامهٔ خود دارد.